# Länsväg 296
Länsväg 296 är en primär länsväg i Dalarnas, Gävleborgs och Jämtlands län. Den går mellan Orsa och Ytterhogdal i en ganska udda sträckning. I Orsa lämnar den E45 och följer Ore älv i ganska rakt östlig riktning 34 km till Furudal. Därifrån är riktningen lite mer nordöstlig de 38 kilometerna till Voxna, varifrån den fortsätter ganska rakt norrut nästa 78 km, till Kårböle. De sista 32 kilometerna fram till Ytterhogdal går i nordvästlig riktning. Vid Ytterhogal kommer länsväg 296 tillbaka in på E45. Den totala längden är alltså kring 182 km. Hittills ej nämnda orter längs vägen är bland annat Skattungbyn, Dalfors, Mattsmyra och Los. Sträckan Furudal-Voxna delas med länsväg 301 och de 6 nordligaste kilometerna delas med E45. Strax söder om Los korsas länsväg 310 och i Kårböle korsas riksväg 84.
Vägen byggdes 1825.
Under 2014 slutfördes en omfattande upprustning och förstärkning av länsväg 296 på delen mellan Los och Voxna.